# Htin Kyaw
Htin Kyaw (Yangon, 20 luglio 1946) è un politico ed economista birmano, Presidente del Myanmar dal 30 marzo 2016 al 21 marzo 2018.
È stato il primo civile eletto a ricoprire la carica dal colpo di stato del 1962. Secondo figlio dello studioso Min Thu Wun, Htin Kyaw aveva ricoperto diverse posizioni nei ministeri dell'istruzione, di pianificazione e di tesoreria nei governi precedenti.

## Primi anni
Htin Kyaw è nato a Yangon, dallo studioso Min Thu Wun e dalla poetessa Kyi Kyi.
Kyaw si è diplomato alla Basic Education High School No. 1 Dagon nel 1962. Si iscrive presso la Yangon Institute of Economics (allora parte della Rangoon Arts and Science University), e si è laureato con un Master of Economics. Ha iniziato a lavorare come insegnante mentre studiava verso la sua laurea. Si è poi trasferito nel 1970 all'University Computer Centre come programmatore.
Htin ha perseguito ulteriori studi attraverso una borsa di studio per l'Istituto di Informatica dell'Università di Londra nel 1971-1972, e ha frequentato gli studi di informatica alla Asia Electronics Union, Tokyo, nel 1974. Ha conseguito il suo secondo master nel 1975. Ha frequentato un corso presso la Arthur D. Little School of Management di Cambridge, Massachusetts, nel 1987.

## Carriera politica
Nel 1975 Htin Kyaw entra a far parte del secondo Ministero dell'Industria, come vice capo della divisione. Nel 1980 è stato nominato Vice Direttore del Dipartimento delle Relazioni Economiche Esterne.
È stato menzionato come possibile scelta presidenziale dopo le elezioni parlamentari del 2015. Al momento della sua nomina, Aung San Suu Kyi ha detto che lo aveva scelto per la sua veridicità, lealtà, educazione e rispetto.

## Vita privata
Htin Kyaw si è sposato con Daw Su Su Lwin dal 1973. La coppia non ha figli.
Suo padre era il famoso scrittore, poeta e studioso U Min Thu Wun, che ha vinto un seggio nelle elezioni del 1990. Suo suocero, U Lwin, è stato co-fondatore della National League for Democracy.
Il 22 settembre 2000 è stato arrestato, trascorrendo quattro mesi nella prigione di Insien, situata nella regione di Yangon.

## Opere letterarie
Htin Kyaw scrive sotto lo pseudonimo di Dala Ban. Ha scritto un libro biografico su suo padre, intitolato The Father’s Life: Glimpses of my Father (Aba Bawa Aba Akyaung Tase Tasaung).